# Epimadiza longispina
Epimadiza longispina är en tvåvingeart som beskrevs av Curtis W. Sabrosky 1947. Epimadiza longispina ingår i släktet Epimadiza och familjen fritflugor.
Artens utbredningsområde är Zimbabwe. Inga underarter finns listade i Catalogue of Life.